# 刘建立
刘建立（1957年4月4日—2015年2月18日），中国男子篮球运动员，曾随国家队参加1984年夏季奥林匹克运动会男子篮球比赛，获得第10名。他也参加了1982年亚洲运动会男子篮球比赛，获得第2名。